# 61-й Венецианский кинофестиваль
61-й Международный венецианский кинофестиваль проходил в Венеции с 1 по 11 сентября 2004 года.

## Состав жюри
- Джон Бурмен ( США, режиссёр) — председатель жюри
- Вольфганг Беккер ( Германия, режиссёр)
- Миммо Калопрести ( Италия, режиссёр)
- Скарлетт Йоханссон ( США, актриса)
- Спайк Ли ( США, режиссёр)
- Душан Макавеев ( Сербия и Черногория, режиссёр)
- Хелен Миррен ( Великобритания, актриса)
- Пьетро Скалия ( Италия, монтажёр)
- Сюй Фэн ( Китайская Республика, продюсер)

## Фильмы в конкурсе
- Ключи от дома фильм Джанни Амелио
- Море внутри фильм Алехандро Аменабар
- Работать с лентяйкой фильм Гуидо Кьеза
- Незваный гость фильм Клер Дени
- Короли и королева фильм Арно Деплешен
- Земля обетованная фильм Амос Гитай
- Рождение фильм Джонатан Глейзер
- Кафе Люмьер фильм Хоу Сяосянь
- Яростные годы фильм Им Квон Тхэк
- Мир фильм Цзя Чжанкэ
- Вера Дрейк фильм Майк Ли
- Бродячие собаки (фильм) фильм Марзия Махмальбаф
- Ходячий замок фильм Хаяо Миядзаки
- Ярмарка тщеславия фильм Мира Наир
- 5x2 фильм Франсуа Озон
- Доставка фильм Никос Панайотопулос
- Ты везде фильм Микеле Плачидо
- Удалённый доступ фильм Светлана Проскурина
- Перевёртыши фильм Тодд Солондз
- Земля изобилия фильм Вим Вендерс
- Всю зиму без огня фильм Грег Зглински
- Пустой дом фильм Ким Ки Дук

## Фильмы вне конкурса
- Эрос фильм Микеланджело Антониони, Стивен Содерберг, Вонг Кар-Вай
- Подружка невесты фильм Клод Шаброль
- Come inguaiammo il cinema italiano фильм Даниель Чипри и Франко Мареско
- Всё, что осталось от ничего фильм Антониетта Де Лилло
- Маньчжурский кандидат фильм Джонатан Демме
- Волшебная страна фильм Марк Форстер
- Она ненавидит меня фильм Спайк Ли
- Соучастник фильм Майкл Манн
- L’amore ritrovato фильм Карло Маццакурати
- Настройщик фильм Кира Муратова
- Пятая империя фильм Мануэл де Оливейра
- Стимбой фильм Кацухиро Отомо
- Венецианский купец фильм Майкл Рэдфорд
- Терминал фильм Стивен Спилберг
- Бросок вниз фильм Джонни То

### Специальные события
- Подводная братва фильм Бибо Бержерон, Вики Дженсон, Роб Леттерман

## Полуночная Венеция
- Искусство терять фильм Серхио Кабрера
- Я только хотел положиться на тебя фильм Эухенио Каппучио
- Донни Дарко фильм Ричард Келли
- Дом на краю света фильм Майкл Майер
- Терпеливая любовь фильм Роджер Мишелл
- Три... экстрима фильм Фрут Чан, Пак Чхан-ук, Такаси Миикэ
- Хрустальные глаза фильм Эрос Пульелли
- На перекрёстке судеб фильм Мани Ратнам
- Гнев фильм Тони Скотт
- Принцесса горы Леданг фильм Со Тёнгхинь (Су Цзунсин)

## Венецианские горизонты
- Не такой плохой мир фильм Алехандро Агрести
- Загадочная кожа фильм Загадочная кожа
- Вернувшиеся фильм Робен Кампийо
- Послы, ищущие родину фильм Мирча Данелюк
- Внуки Илан Дюран Коэн
- Жена Жиля фильм Фредерик Фонтейн
- Любовная лихорадка фильм Шэйни Гейбел
- Страйкер фильм Ноам Гоник
- I 3 stati della melanconia фильм Пирхо Хонкасало
- Аферисты фильм Грегори Джейкобс
- Спящий ребёнок фильм Ясмин Кассари
- Ветер земли фильм Винченцо Марра
- Изо фильм Такаси Миикэ
- Саймир фильм Франческо Мунци
- Агнес и его братья фильм Оскар Рёлер
- Вчера фильм Даррелл Рудт
- Я вижу это в твоих глазах фильм Валия Сантелла
- Зулусское любовное письмо фильм Рамадан Сулеман
- Семья на колёсах фильм Пабло Траперо
- Витал фильм Синъя Цукамото

### Специальные события
- Охота на близнецов фильм Антония Бёрд
- L’ami y’a bon фильм Рашид Бушареб
- Tide Table фильм Уильям Кентридж
- Música cubana фильм Герман Крал
- Heimat 3 — Cronik einer Zeitenwende фильм Эдгар Райц
- Come Back Africa фильм Лайонел Рогозин
- Скажи им, кто ты есть фильм Марк Уэкслер

## Цифровая Венеция
- Последняя фантазия 7: Дети пришествия (Специальная версия)

## Международная неделя кинокритики
- Влюблённые Отаку фильм Судзуки Мацуо
- Большое путешествие фильм Исмаэль Феррухи
- Связи фильм Аймерик Меса-Хуан
- Sakenine sarzanine sokoot фильм Саман Салюр
- Una de dos фильм Алехо Таубе
- Kuang Fang фильм Чен Лестен
- И взять себе жену фильм Ронит Элькабец и Шломи Элькабец

### Специальные события
- Постскриптум фильм Дилан Кидд
- Бабочка фильм Мак Юньянь (Май Ваньсинь)
- Любовь - Часть первая фильм Мартин Маурегу, Алехандро Фадель, Сантиаго Митре, Хуан Шнитман

## Призы
- Золотой лев
  - Золотой лев за лучший фильм: Вера Дрейк фильм Майк Ли
  - Золотой лев за вклад в мировой кинематограф: Мануэл ди Оливейра и Стэнли Донен
- Серебряный лев
  - Особый приз жюри: Море внутри фильм Алехандро Аменабар
  - Специальная режиссёрская награда: Пустой дом фильм Ким Ки Дук
- Кубок Вольпи
  - Кубок Вольпи за лучшую мужскую роль: Хавьер Бардем — Море внутри
  - Кубок Вольпи за лучшую женскую роль: Имельда Стонтон — Вера Дрейк
- Золотые Озеллы: Студия Гибли — Ходячий замок (аниме)
- Приз Марчелло Мастрояни: Марко Луизи и Томас Ramenghi Раджа

## Венецианская Мостра
- Количество участников: 1892
- Количество фильмов: 72
- В конкурсе: 22
  - Вне конкурса: 15 + 1 специальных событий
  - Венецианских горизонтов: 20 + 7 событий (в том числе 2 короткометражных фильма)
  - Венецианская ночь: 10 фильмов
  - Цифровая Венеция: 9 + 9 мероприятий (в том числе 2 коротких и средней длины 1)
  - Короткометражных фильмов: 26 + 7 событий